# ۳٬۳'-دی‌آمینوبنزیدین
۳،۳'-دی‌آمینوبنزیدین (به انگلیسی: 3,3'-Diaminobenzidine) با فرمول شیمیایی C۱۲H۱۴N۴C۱۲H۱۸Cl۴N۴ (4HCl) یک ترکیب شیمیایی است. که جرم مولی آن ۲۱۴٫۲۷ g/mol می‌باشد. 